# Норма Ширер
Едіт Но́рма Ши́рер (англ. Edith Norma Shearer; 10 серпня 1902 — 12 червня 1983) — канадська та американська кіноакторка, модель, феміністка. Лауреатка премії Оскар, одна із найпопулярніших акторок 1920—1930-х років.
У ранніх фільмах Ширер виконувала переважно ролі «дівчат-сусідок» (girl-next-door), а після фільму «Розлучення» (1930) перейшла до амплуа незалежної, сексуальної жінки. Грала в комедіях, драмах, історичних, костюмованих фільмах. Серед її найвідоміших робіт — картини «Розлучення», «Жінки», «Марія-Антуанетта», «Ромео і Джульєтта».
На відміну від багатьох колег-акторів студії «Метро-Голдвін-Маєр», Норма Ширер швидко втратила популярність після завершення кінокар'єри в 1941 році і до 1980-х була практично забута. У 1990-х увагу критики й аудиторії до спадщини акторки звернули дві її біографії, що вийшли в той час, і перевидані на відеокасетах фільми за її участю. Ширер була визнана «зразком витонченої жіночності, що експлуатує любов і секс, відверта навіть за сьогоднішніми стандартами», і однією з піонерок фемінізму.

## Життєпис
Едіт Норма Ширер народилася в Монреалі 10 серпня 1902 року. Батько Ендрю Ширер мав успішний бізнес у будівельній сфері, мати Едіт жила незалежним сексуальним житям. Мати бачила дочку піаністкою, але Норма Ширер уже в дев'ять років твердо вирішила бути акторкою. Попри зовнішність, що не вписувалась у тодішні стандарти краси, Норма підліткою вирішила домогтися мети попри все.
У 14 років Норма Ширер вирішила спробувати свої сили в конкурсі краси, аби довести, що вона може виглядати привабливо та гарно. Для цієї мети вона змогла схуднути, а також добре вивчити риси свого обличчя, що було необхідно для підбору найкращого варіанту макіяжу. У конкурсі вона змогла виграти й ця подія стала для неї поштовхом до активних дій.
Через руйнування компанії батька в 1918 році і психічний розлад старшої сестри сім'я продає будинок у Монреалі і переїжджає в бідняцьке передмістя. Не змирившись із такими умовами, мати розлучилася і з доньками переїхала в дешевий пансіонат.
Через кілька місяців за підтримки дядька, який вірив у талант Норми, мати продала фортепіано дочки і на отримане купила три квитки до Нью-Йорка. З рекомендацією від одного з власників театральної трупи Норма могла піти до Флоренза Зігфелда, що ставив черговий сезон свого шоу. У січні 1919 Норма з матір'ю і сестрою прибули в Нью-Йорк і оселилися в крихітній орендованій квартирі. Норма з сестрою мінялися, щоб спати на єдиному ліжку з матір'ю. Нормально спати в кімнатці було, однак, неможливо, бо вікна виходили прямо на залізницю.

## Початок кар'єри
Мрія матері побачити Норму в шоу Зігфелда не здійснилася: той лише посміявся, побачивши повненьку 17-річку. Але Ширер розробила інші кроки для досягнення мети. Незабаром пройшла кастинг нового фільму «Universal Pictures» (перших 7 дівчат відібрали просто з початку черги; Ширер, стоячи понад 50-ю, привернула увагу асистента кашлем і здобула його прихильність, увійшовши у вісімку відібраних). Так відбувся кінодебют Норми Ширер.
Незабаром виконувала епізодичні ролі в кіно. Під час зйомок у «Водоспаді життя» в 1920 році представилася режисерові Д. У. Гріффіту з надією отримати допомогу в кар'єрі. Але Гріффіт не вподобав Ширер через дефект зору і не став з нею розмовляти, заявивши, що вона ніколи не стане справжньою акторкою.
Щоб виправити свою особливість, Ширер на накопичені гроші звернулася до окуліста Вільяма Бейтса, який прописав їй серію вправ для очей, які мали допомогти.
Фінансове становище сім'ї Ширер погіршувалось, і Норма звертається до модельномго бізнесу. Найнявшись у модельне агентство, Ширер збудувала досить успішну кар'єру, і незабаром рекламні плакати з її зображенням висіли на вулицях Нью-Йорка.
У 1921 році, через три роки після прибуття в Нью-Йорк, Норма Ширер виконує першу помітну роль у кіно, у фільмі «Викрадачі». Після цього голлівудський продюсер Хал Роач, який шукав нові таланти, у 1923 році пропонує їй контракт від імені Луїса Б. Майєра, керівника «Mayer Company». Це стало довгоочікуваним успіхом після довгої низки труднощів.

### Голлівуд
Навесні 1923 року Норма Ширер поїхала з матір'ю в Лос-Анджелес у «Mayer Company». Незабаром познайомилася з віцепрезидентом «MGM» Ірвінгом Тальбергом. У наступні роки працює в багатьох успішних фільмах. До 1925 року вже мала контракт на $1,000 на тиждень з «MGM», а через 5 років вона отримувала $5,000 на тиждень. Ширер здійснила свою мрію, ставши зіркою. Незабаром придбала для себе і матері розкішний будинок під знаком Голлівуду.

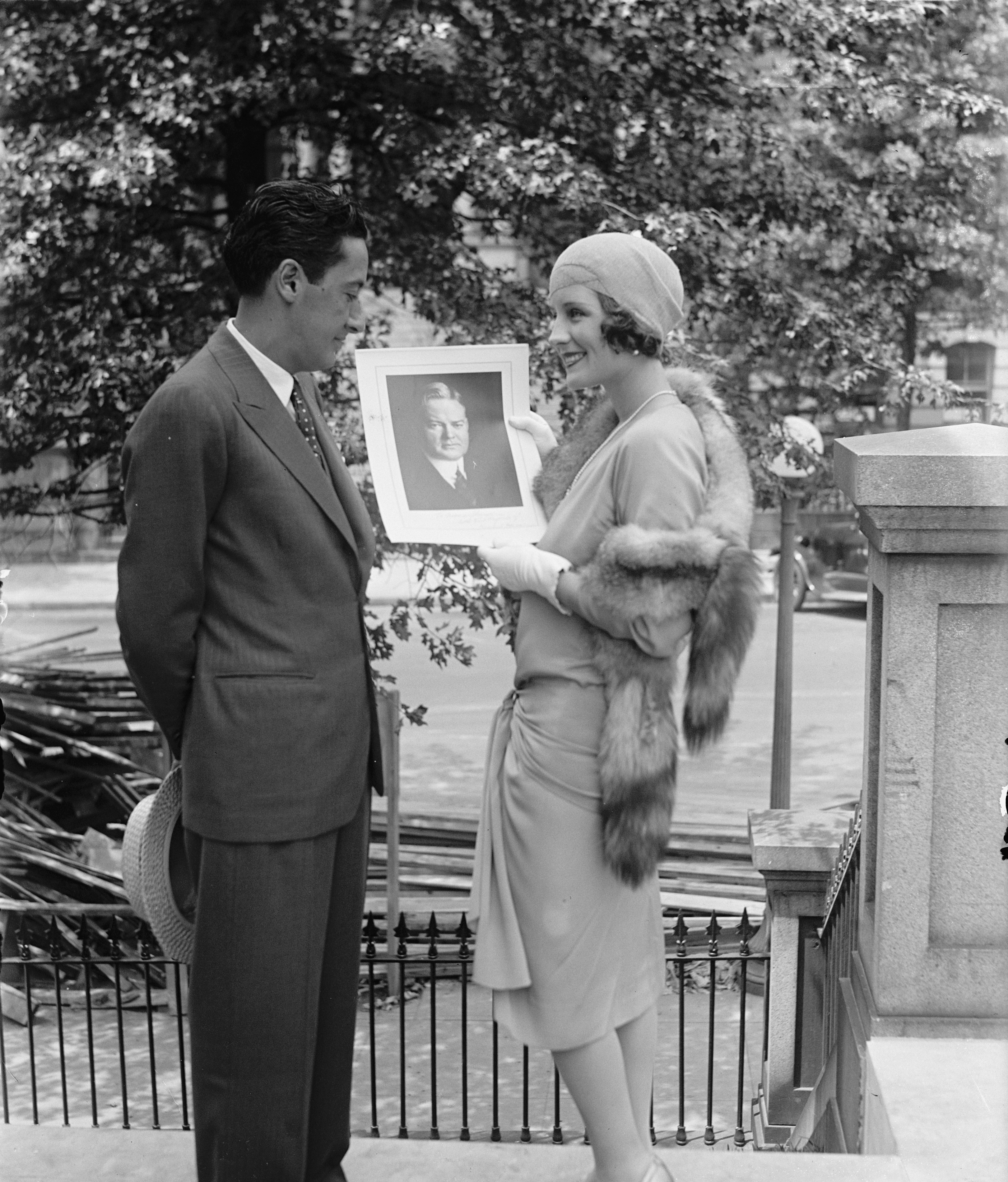
Норма Ширер і Ірвінг Талберг

Незважаючи на такий успіх, Ширер докладає чималих зусиль, щоб залишатися однією з перших акторок Голлівуду. Серед її конкуренток була й початківиця Грета Гарбо. Ширер дедалі частіше звертається до Ірвінга Талберга, який шукає їй нові успішні ролі. Дружба з Талбергом з часом переросла в стосунки, як пара вони з'явилися на прем'єрі фільму Чарлі Чапліна «Золота лихоманка» в 1925 році. 29 вересня 1927 року Ширер одружується з ним, попередньо прийнявши юдаїзм.
Через тиждень на американські екрани вийшов перший звуковий фільм — скінчилася ера німого кіно. Ширер легко перейшла до нього, навіть попри канадський акцент. Першим її звуковим фільмом став «Суд над Мері Дуган», що вийшов на екрани в 1929 році і мав великий успіх у авдиторії.

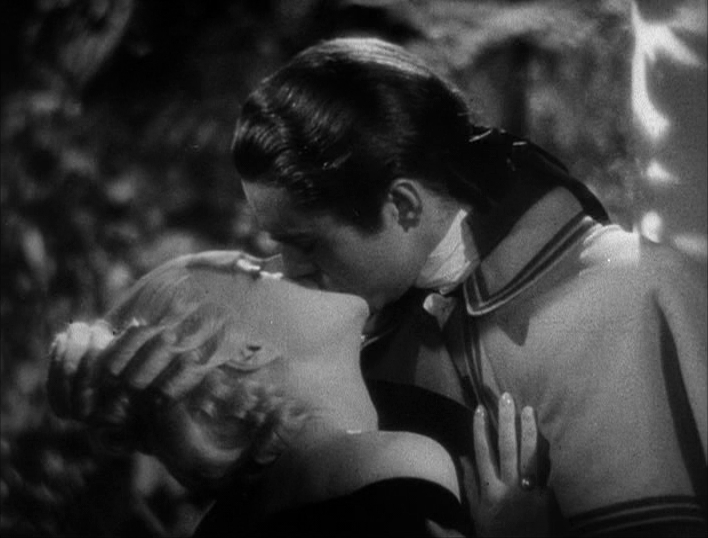
Норма Ширер у фільмі Марія-Антуанетта (1938)

У 1930 Норма Ширер виконала головну роль у фільмі «Розлучення», який став одним з кінохітів року. За роль Джеррі Мартін Ширер удостоїлася премії «Оскар» як найкраща акторка року. Далі були не менш успішні картини, зокрема фільм «Вільна душа» (1931) і «Дивна перерва» (1932). Ці роботи принесли Ширер великий успіх і вивищили над іншими голлівудськими зірками (такими, як Джоан Кроуфорд і Грета Гарбо): вона стала провідною акторкою Голлівуду і «королевою MGM». Ширер ще тричі номінувалася на «Оскар» за ролі у фільмах «Баррети з Вімпоул-стріт» (1934), «Ромео і Джульєтта» (1936) і «Марія-Антуанетта» (1938).
14 вересня 1936 року від пневмонії у віці 37 років помирає Талберг. Після цього Ширер зберегла позиції провідної акторки студії і взяла участь ще в кількох проєктах.

## Закінчення кар'єри
У 1939 році Норму Ширер запросили на проби ролі Скарлет О'Гари у фільмі «Віднесені вітром». Але вона не виявила інтересу до фільму, заявивши: «Я не хочу грати Скарлетт. Роль, яку я хотіла б зіграти — це роль Ретта Батлера!». Це був не єдиний успішний фільм, від ролі в якому Ширер відмовилася, працюючи в маловідомих провальних у прокаті картинах, серед яких «Ми танцювали» (1942) і «Її картонний коханець» (1942). У 1942 році Ширер офіційно заявила про вихід з кіностудії.
У тому ж році Ширер одружилася з колишнім лижним інструктором Мартіном Аруже, молодшим на 12 років. Тихо провела подальше життя, в останні роки захворівши хворобою Альцгеймера. Норма Ширер померла від пневмонії 12 червня 1983 року у 80 років. Похована в Глендейлі в одному мавзолеї з Ірвінгом Талбергом.
За свій внесок у кінематограф Норма Ширер удостоєна зірки на Голлівудській алеї слави на Голлівуд-бульварі 6636.

## Фільмографія
- Хлопавка / The Flapper (1920)
- Водоспад життя / Way Down East (1920)
- Неспокійний секс / The Restless Sex (1920)
- Знак на дверях / The Sign on the Door (1921)
- Боксери / The Leather Pushers (1922)
- Бутлегери / The Bootleggers (1922)
- Чоловік і дружина / Man and Wife (1923)
- Партнер диявола / The Devil's Partner (1923)
- Божевільне задоволення / Pleasure Mad (1923)
- Лукреція Ломбард / Lucretia Lombard (1923)
- Слід закону / The Trail of the Law (1924)
- Людина-вовк / The Wolf Man (1924)
- Відкрите море / Blue Water (1924)
- Бродвей після настання темряви / Broadway After Dark (1924)
- Зламані бар'єри / Broken Barriers (1924)
- Порожні руки / Empty Hands (1924)
- Одружена кокетка / Married Flirts (1924)
- Той, хто отримує ляпаси / He Who Gets Slapped (1924)
- Сноб / The Snob (1924)
- Вибачте мене / Excuse Me (1925)
- Леді ночі / Lady of the Night (1925)
- Пробудження міста / Waking Up the Town (1925)
- Дівочі посиденьки / Pretty Ladies (1925)
- Раба моди / A Slave of Fashion (1925)
- Вежа брехні / The Tower of Lies (1925)
- Його секретар / His Secretary (1925)
- Цирковий диявол / The Devil's Circus (1926)
- В глибині сцени / Upstage (1926)
- Напів-наречена / The Demi-Bride (1927)
- Після півночі / After Midnight (1927)
- Принц-студент у Старому Гейдельберзі / The Student Prince in Old Heidelberg (1927)
- Останні з Парижа / The Latest from Paris (1928)
- Актриса / The Actress (1928)
- Леді удача / A Lady of Chance (1928)
- Суд над Мері Дуган / The Trial of Mary Dugan (1929)
- Кінець місіс Чейні / The Last of Mrs. Cheyney (1929)
- Голлівудське рев'ю 1929 року / The Hollywood Revue of 1929 (1929)
- Їх власне бажання / Their Own Desire (1929)
- Розлучення / The Divorcee (1930)
- Дозволь нам бути веселими / Let Us Be Gay (1930)
- Незнайомці можуть поцілуватися / Strangers May Kiss (1931)
- Вільна душа / A Free Soul (1931)
- Приватне життя / Private Lives (1931)
- Ніжна посмішка / Smilin' Through (1932)
- Дивна перерва / Strange Interlude (1932)
- Розривна течія / Riptide (1934)
- Баррети з Вімпоул-стріт / The Barretts of Wimpole Street (1934)
- Ромео і Джульєтта / Romeo and Juliet (1936)
- Марія-Антуанетта / Marie Antoinette (1938)
- Захват ідіота / Idiot's Delight (1939)
- Жінки / The Women (1939)
- Втеча / Escape (1940)
- Ми танцювали / We Were Dancing (1942)
- Її картонний коханець / Her Cardboard Lover (1942)